# Zorzinilabrus furcatus
Zorzinilabrus furcatus è un pesce osseo estinto, appartenente all'ordine dei perciformi, famiglia dei Labridae. Visse nell'Eocene inferiore - medio (circa 50-49 milioni di anni fa) e i suoi resti fossili sono stati ritrovati in Italia, nel famoso giacimento di Bolca.

## Descrizione
Questo piccolo pesce dalla forma slanciata e dal corpo leggermente compresso lateralmente non raggiungeva i 4 centimetri di lunghezza. Zorzinilabrus 
era caratterizzato da un insieme unico di caratteri, che include sinapomorfie dei labridi (come un unico supraneurale, l’oligomerizzazione dello scheletro della pinna caudale e il particolare apparato faringeo) oltre a caratteri plesiomorfici per i labridi (due spine della pinna dorsale supranumerarie e pinna caudale biforcata con numerosi raggi accessori). 
Zorzinilabrus differiva dai labridi attuali nell'avere le spine delle pinne impari allungate e flessibili (le spine sono più robuste nei labridi attuali), sette spine nella pinna dorsale e due nella pinna anale (nei labridi attuali erano non meno di otto spine nella pinna dorsale e tre nella pinna anale), quattro pterigiofori della pinna anale in posizione anteriore rispetto alla seconda spina emale (due pterigiofori della pinna anale in posizione anteriore rispetto alla seconda spina emale nei labridi attuali). In questi caratteri Zorzinilabrus assomiglia ai labroidi basali di Bolca come Tortonesia. 

## Classificazione
Zorzinilabrus furcatus è stato descritto per la prima volta nel 2017, sulla base di un esemplare fossile ritrovato nella famosa Pesciara di Bolca, in provincia di Verona. Secondo gli autori dello studio, Zorzinilabrus rappresenterebbe il taxon più arcaico dei Labridae, una famiglia di pesci perciformi di piccole dimensioni, attualmente rappresentati da numerose specie. Nei giacimenti di Bolca sono stati ritrovati numerosi altri labridi o forme affini, come Tortonesia, Labrobolcus e Paralabrus.

## Paleoecologia
Un’interpretazione funzionale della morfologia di Zorzinilabrus, inclusa l’insolita pinna caudale biforcata, suggerisce che Zorzinilabrus si nutrisse di plancton lontano dalla scogliera corallina o dagli hardground. Questo rappresenta la prima testimonianza di planctofagia tra i labridi.